# Ab Urbe condita
Ab Urbe condita, або anno Urbis conditae (AUC або a.u.c.) — латинська сентенція, яка означає «від закладення міста» (Рима) — події, яка згідно зі старожитніми розрахунками, відбулася 21 квітня 753 року до н. е.
У римські часи це була одна з багатьох методик, яку застосовували історики для літочислення минулих років, коли в ужитку були римський і юліанський календарі. Ця система була витіснена означенням anno Diocletiani (A.D.), яке згодом було замінене на anno Domini (A.D.).
Деякі сучасні історики твердять, що в античному світі цей вислів насправді не вживали — його вживання в зазначений спосіб з'явилося лише у наш час. Однак, він зустрічається, наприклад в книзі XVIII розділі 107 «Природничої історії» (лат. Naturalis Historia) Плінія Старшого: Pistores Romae non fuere ad Persicum usque bellum annis ab Urbe condita super DLXXX (в Римі не було пекарів аж до війни з Персеєм упродовж понад 580 років від закладення міста), або в книзі XXXV розділі 22, де знову застосовують цю систему датування. Подібне зустрічається і в інших авторів: Секст Помпей Фест (лат. Sextus Pompeius Festus), Секст Юлій Фронтін (лат. Sextus Iulius Frontinus), Авл Геллій (лат. Aulus Gellius), Тит Лівій (лат. Titus Livius), Мавр Сервій Гонорат (лат. Maurus Servius Honoratus). Абревіатура «AUC» засвідчується Валерій Пробус (лат. Valerius Probus).
Ab Urbe condita — це також назва монографії Тита Лівія, присвяченої історії Риму, і твору Юліана Тувіма.

## Порівняння календарів
| Роки згідно з олімпіадами | a.u.c. | григоріанський календар |
| ------------------------- | ------ | ----------------------- |
| 1-й рік 1-ої олімпіади    | —      | 776 до н.е.             |
| 4-й рік 6-ої олімпіади    | 1      | 753 до н.е.             |
| 4-й рік 194-ої олімпіади  | 753    | 1 до н.е.               |
| 1-й рік 195-ої олімпіади  | 754    | 1 н.е.                  |
| 4-й рік 694-ої олімпіади  | 2753   | 2000                    |
| 2-й рік 697-ої олімпіади  | 2763   | 2010                    |